# Psilopsella
Psilopsella is een mosdiertjesgeslacht uit de familie van de Romancheinidae en de orde Cheilostomatida. De wetenschappelijke naam ervan is in 1927 voor het eerst geldig gepubliceerd door Ferdinand Canu en Ray Smith Bassler.

## Soort
- Psilopsella foresti d'Hondt, 1981
- Psilopsella tuberosa Canu & Bassler, 1928
- Psilopsella uniseriata Canu & Bassler, 1927